# Karnak
Ne doit pas être confondu avec Temple d'Amon (Louxor).
Pour les articles homonymes, voir Karnak (homonymie).
Le complexe religieux de Karnak — appelé temple de Karnak, ou simplement Karnak — comprend un vaste ensemble de ruines de temples, chapelles, pylônes et d’autres bâtiments situés au nord de Thèbes, aujourd’hui la ville de Louxor, en Égypte, sur la rive Est du Nil.
Le complexe de Karnak, reconstruit et développé pendant plus de 2 000 ans par les pharaons successifs, de Sésostris Ier au Moyen Empire à l’époque ptolémaïque, s’étend sur plus de 2 km2 et il est composé de trois enceintes (espaces fermés par un mur). Il est le plus grand complexe religieux de toute l’Antiquité.
Temple le plus important de la XVIIIe dynastie, il était consacré à la triade thébaine avec à sa tête le dieu Amon-Rê. Le complexe était relié au temple de Louxor par l'allée des sphinx de près de trois kilomètres de long.
Site touristique, il est classé au patrimoine mondial de l'UNESCO depuis 1979. Seule l’enceinte d’Amon peut être visitée. Le site fait l’objet de fouilles conduites dès le XIXe siècle par des archéologues français, organisés depuis 1967 au sein du Centre franco-égyptien d'étude des temples de Karnak (CFEETK). Les découvertes continuent à être nombreuses.

## Historique
La construction du complexe de Karnak s'est étalée sur plus de deux millénaires avec une succession de construction, de modification, de rajouts, de destructions, de remaniements, etc. qui en fit le centre religieux le plus étendu de l'Égypte antique. Certaines structures furent notamment conçues comme reproduction d'un légendaire temple initial où la vie aurait jailli de la mer. Cette importance est traduite par son nom, Ipet-sout ou Epte-sooué : en hiéroglyphes : 
| i | p · t | Y1V | st | st | st | t · O49 |

| i | p · t | Y1V | st | st | st | t · O49 |

 Devant l'entrée occidentale de l'enceinte d'Amon-Rê s'étendait un bassin relié au Nil par un canal artificiel. C'était la voie processionnelle qu'empruntait la barque d'apparat de la triade thébaine d'Amon, Mout et Khonsou lorsqu'ils se rendaient au temple d'Amon de Louxor lors de la fête d'Opet.

## Édifices

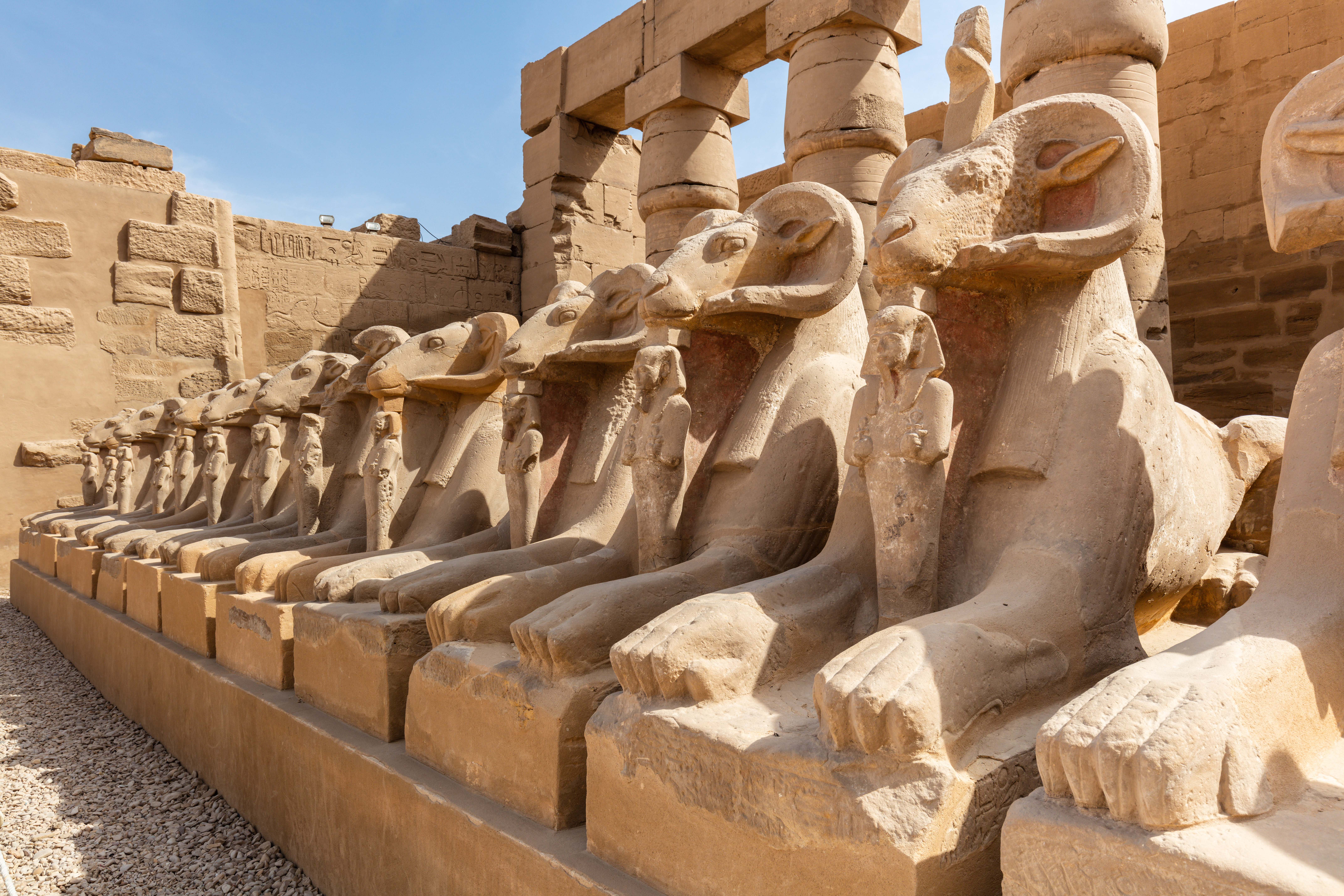
Allée de statues d'Amon à tête de bélier à Karnak. Avril 2022.

En plus des trois enceintes, d'autres édifices se trouvent hors des murailles. Il s'agit du temple d'Osiris Pededânkh à l'ouest de l'enceinte de Montou et au nord de l'enceinte d'Amon-Rê, du temple de Thoutmôsis Ier à l'est de l'enceinte de Montou et au nord de l'enceinte d'Amon, du temple d'Amenhotep IV à l'est de l'enceinte d'Amon, du reposoir des barques de Psammouthis et d'Achoris à l'ouest de l'enceinte d'Amon, du sanctuaire des barques de Thoutmôsis III et d'Hatchepsout ainsi que du sanctuaire d'Amon Kamoutef entre l'enceinte d'Amon au nord et l'enceinte de Mout au sud et enfin du temple de Nectanébo II à l'est de l'enceinte de Mout.
À ces bâtiments, il faut ajouter un certain nombre de chaussées menant à différentes portes des enceintes : une partant de l'enceinte de Montou vers le nord et bordée de sphinx à tête humaine, une bordée de sphinx à tête de bélier partant de l'enceinte d'Amon vers l'ouest jusqu'à un débarcadère sur les bords d'un canal et deux partant de l'enceinte d'Amon vers le sud, celle bordée à tête de bélier menant à l'enceinte de Montou et celle bordée de sphinx à tête humaine rejointe par une petite allée partant de l'enceinte de Mout et menant au temple d'Amon à Louxor.

### Enceinte d'Amon-Rê

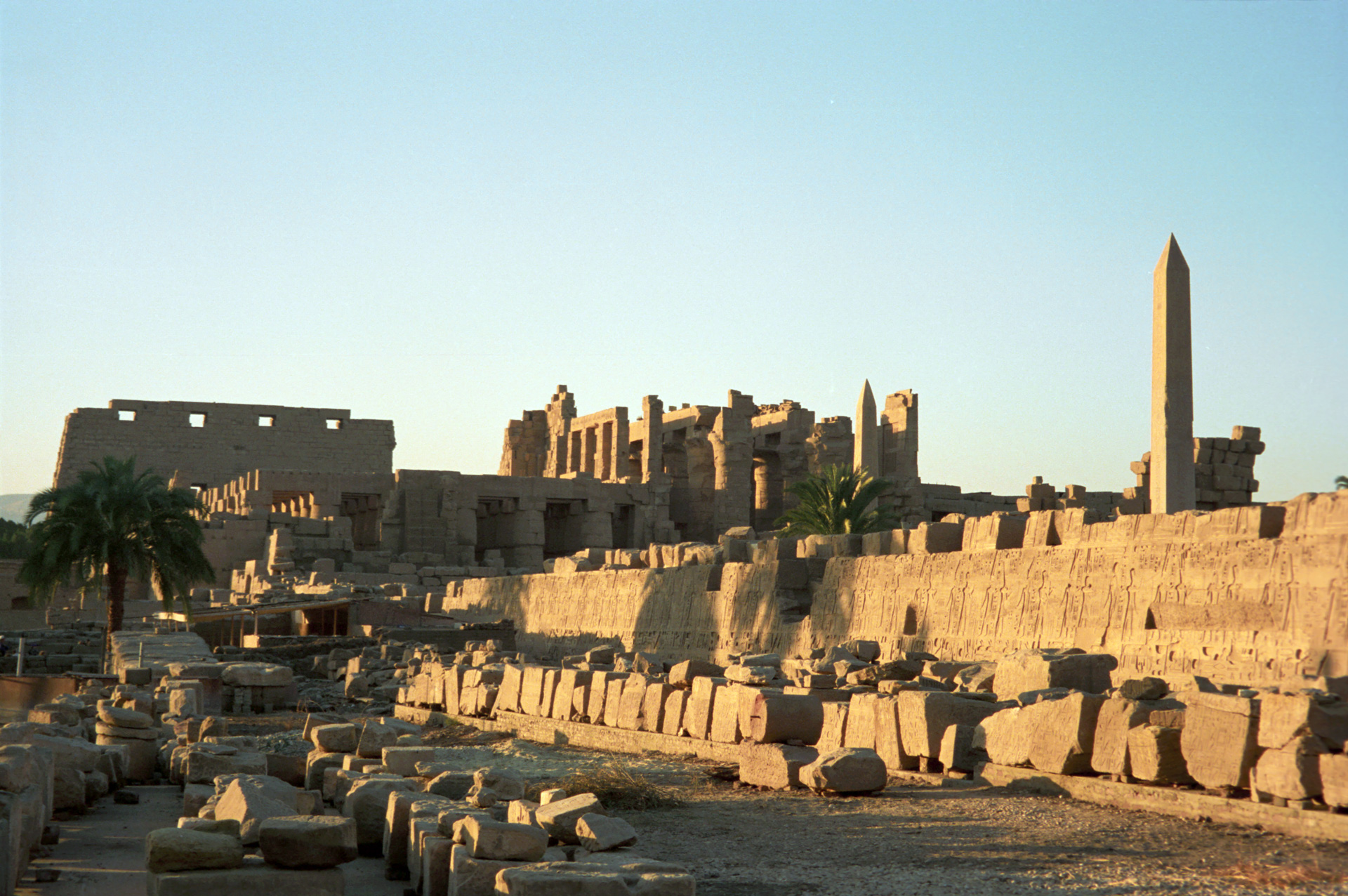
Vue d'une partie de l'enceinte d'Amon-Rê avec la salle hypostyle (au centre).

Cette enceinte, la plus grande et située entre les deux autres enceintes, est la seule accessible au public. La majorité des constructions de cette enceinte s'organise selon deux axes : un orienté est-ouest et un autre orienté nord-sud qui forment un « T ». L'axe principal, celui orienté est-ouest, est composé de six pylônes qui précèdent le temple d'Amon proprement dit à l'extrémité orientale de cet axe. L'axe secondaire, celui orienté nord-sud, est composé de quatre pylônes se connectant à l'axe principal en son milieu, au niveau des troisième et quatrième pylônes. Ces deux axes sont complétés par un certain nombre de constructions situées dans le centre de l'enceinte comme un lac sacré ou à sa périphérie comme le temple de Ramsès II, le temple d'Opet, le temple de Khonsou, le temple de Ptah ou le temple d'Osiris Hékadjet.
La partie la plus célèbre du temple d'Amon est sa salle hypostyle située entre le deuxième et troisième pylône. Composée de cent trente-quatre colonnes dont la plupart ont gardé leur décor, elle évoque « un gigantesque fourré de papyrus en pierre ». À l'origine couverte par un plafond, la lumière filtrait par des fenêtres à claire-voie dont quelques-unes sont toujours en place.

### Enceinte de Montou
Cette enceinte, la plus petite du complexe de Karnak, est située au nord de celle d‘Amon-Rê. Ses principales constructions sont le temple de Montou auquel sont accolés le temple d'Harpocrate et le temple de Maât.

### Enceinte de Mout
Cette enceinte est située au sud de celle d'Amon-Rê. Ses principales constructions sont le temple de Mout auquel il faut rajouter le temple de Khonspekhrod et le temple de Ramsès III.

### Chapelle d'Osiris Heqa-Djet
À Karnak, dans le secteur de l'est, le secteur dédié au dieu Osiris, contre la grande enceinte en brique du domaine d'Amon, une petite chapelle en pierre se dresse. Elle est dédiée à une forme particulière d'Osiris : Osiris Heqa Djet. Elle possède un des plus étranges décors de Karnak : les sept portes d'Osiris.

## Hors de l'enceinte

### À l'ouest du premier pylône
- Bains ptolémaïques[Note 1] mosaïques datés de la fin du IIIe siècle ou début du IIe siècle avant notre ère[6].
- Quai, zone de la madrasa, sondage 167.
- Chapelle d'Achôris.
- Chapelle du culte impérial.
- Édicule ptolémaïque.
- Dromos.
- Tribune.
- Débarcadère sondage 177.

## Objets
Fin 2024, des fouilles préventives sont réalisées dans le secteur nord-ouest de l'enceinte, en vue de la modernisation du musée en plein-air. Elles mettent au jour, sous un bâtiment datant du début de la XXVIe dynastie (664-525 avant av. J.-C.), un petit pot en céramique brisé contenant encore des bagues en or, en métal et en faïence, de petits pendentifs en or dont une triade représentant les dieux thébains Amon, Mout et Khonsou, ainsi que des amulettes animales et de nombreuses perles dont beaucoup plaquées d'or.